# オシヌフ・ドルニ
オシヌフ・ドルニ（Osinów Dolny [ɔˈɕinuf ˈdɔlnɨ] (ドイツ語: Niederwutzen)）は、西ポモージェ県のグルィフィノ郡Gmina Cedyniaに位置するドイツとの国境付近にある村 。1945年以前はドイツ領でありNiederwutzenという地名であった。
人口は200人ほどの小さな村にもかかわらず美容院が150軒以上も立ち並んでいる。このことから村は美容院の集中率世界一を主張しており、その値段の安さから隣国のドイツからもカット客が訪れている。